# Carl Wilhelm Scheele

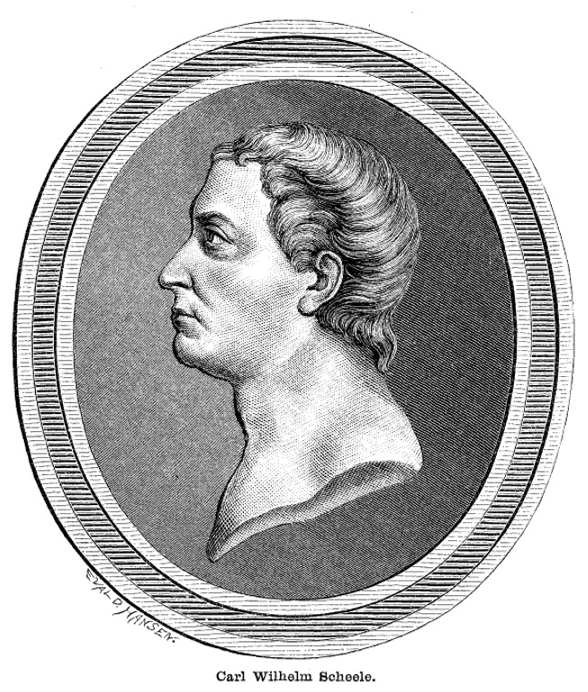

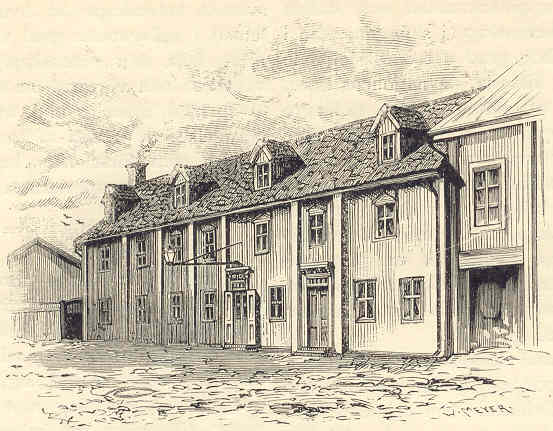
Scheeles apotheek in Köping

Carl Wilhelm Scheele (Stralsund, 9 december 1742 – Köping, 21 mei 1786) was een Duits-Zweeds apotheker en de ontdekker van een aantal scheikundige elementen.
Carl (of ook Karl) Scheele werd geboren in Stralsund in Zweeds-Pommeren (thans in Duitsland). Zijn ouders waren niet bemiddeld en op twaalf jaar werd hij leerling-apotheker. Hij deed aan zelfstudie en was werkzaam in Stockholm en vanaf 1770 in Uppsala. Daar leerde hij de scheikundige Bergmann kennen. In 1775 verhuisde hij naar het afgelegen Köping waar hij zijn intrek nam in een apotheek, eigendom van een weduwe. Daar heeft hij zich beziggehouden met studies van onder andere zuurstof en stikstof wat uiteindelijk leidde tot de ontdekking van deze elementen. In 1777 publiceerde hij hierover het boek Chemische Abhandlung von der Luft und dem Feuer. Vrijwel gelijktijdig ontdekte ook Joseph Priestley zuurstof als element. Maar omdat Priestley zijn werk hierover eerder publiceerde dan Scheele, wordt Priestley in het algemeen gezien als de ontdekker van zuurstof.
Andere door Scheele ontdekte elementen zijn barium (1774), chloor (1774), mangaan (1774), molybdeen (1778) en wolfraam (1781). Daarnaast heeft hij ook veel verbindingen beschreven zoals citroenzuur, glycerol, waterstofcyanide, waterstoffluoride en waterstofsulfide. Verder heeft hij een op pasteurisatie lijkend proces ontwikkeld, en ontdekte hij dat verhitting van (olijf-)olie in aanwezigheid van PbO tot hydrolyse in glycerol en vetzuren leidt (1779).
Een andere ontdekking van Scheele is het pigment koperarseniet, dat gebruikt werd als kleurstof in voedsel en bekend werd als Scheelesgroen. Ruim een halve eeuw later werd bekend dat deze stof zeer giftig was.
Scheele deed zijn proefnemingen met eenvoudige apparaten. Zoals zoveel chemici in die tijd, werkte Scheele vaak onder moeilijke en ongezonde omstandigheden, wat mogelijk zijn relatief vroege dood op 43-jarige leeftijd verklaart. Enkele dagen voor zijn dood trouwde hij nog met de weduwe in Köping.
In 1942 werd er in Zweden een postzegel uitgegeven ter ere van de 200ste geboortedag van Scheele. Op deze (uiteraard groenkleurige) zegel stond een portret van hem afgebeeld.